# Canton de Saint-Martin-d'Auxigny
Le canton de Saint-Martin-d'Auxigny est une circonscription électorale française située dans le département du Cher et la région Centre-Val de Loire.
À la suite du redécoupage cantonal de 2014, les limites territoriales du canton sont remaniées. Le nombre de communes du canton passe de 11 à 15.

## Histoire
Un nouveau découpage territorial du Cher entre en vigueur en mars 2015, défini par le décret du 21 février 2014, en application des lois du 17 mai 2013 (loi organique 2013-402 et loi 2013-403). Les conseillers départementaux sont, à compter de ces élections, élus au scrutin majoritaire binominal mixte. Les électeurs de chaque canton élisent au Conseil départemental, nouvelle appellation du Conseil général, deux membres de sexe différent, qui se présentent en binôme de candidats. Les conseillers départementaux sont élus pour 6 ans au scrutin binominal majoritaire à deux tours, l'accès au second tour nécessitant 12,5 % des inscrits au 1er tour. En outre la totalité des conseillers départementaux est renouvelée. Ce nouveau mode de scrutin nécessite un redécoupage des cantons dont le nombre est divisé par deux avec arrondi à l'unité impaire supérieure si ce nombre n'est pas entier impair, assorti de conditions de seuils minimaux. Dans le Cher, le nombre de cantons passe ainsi de 35 à 19. Le nombre de communes du canton de Saint-Martin-d'Auxigny passe de 11 à 15. Le nouveau canton est formé de communes des anciens cantons de Saint-Martin-D'auxigny, de Léré et de Vierzon 2e Canton.

## Géographie
Ce canton est organisé autour de Saint-Martin-d'Auxigny dans les arrondissements de arrondissement de Bourges et de Vierzon. Il est situé approximativement à une dizaine de kilomètres au nord de Bourges. Son altitude varie de 102 m (Vignoux-sur-Barangeon) à 317 m (Achères).

## Économie
Même si la majeure partie des habitants travaillent à Bourges, une grande partie est active dans l'économie locale. En effet, on retrouve sur l'ensemble du canton des  activités agricoles importantes, comme le vignoble de Menetou Salon, mais aussi les vergers de Saint-Martin-d'Auxigny. À côté de ces activités, il existe des dizaines de fermes ainsi que quelques entreprises.

## Représentation

### Conseillers d'arrondissement (de 1833 à 1940)
| Période                                  | Période      | Identité                                   | Étiquette                | Qualité |
| ---------------------------------------- | ------------ | ------------------------------------------ | ------------------------ | --- |
| 1833                                     | 1845         | Louis Melchior Guerre (1787-1861)          |                          | Notaire, maire de Saint-Martin-d'Auxigny                                                                    |
|                                          |              |                                            |                          | |
| 1848                                     | 1850 (décès) | Alphonse Cullon de Troisbrioux (1813-1850) |                          | Propriétaire à Saint-Martin-d'Auxigny                                                                       |
| 28 avr.1850                              | 1852         | Pierre-Romain Loiseau                      |                          | Notaire, maire de Saint-Martin-d'Auxigny                                                                    |
| 1852                                     |              | Alphonse Thiot-Varenne fils                |                          | Avocat à Bourges                                                                                            |
|                                          |              |                                            |                          | |
| 1883                                     | 1888 (décès) | Jules Savignat (1816-1888)                 |                          | Percepteur, maire de Saint-Martin-d'Auxigny                                                                 |
| 1888                                     | 1895         | Baron Gabriel de Bonnault (1829-1907)      | Conservateur             | Propriétaire du château, maire de Saint-Georges-sur-Moulon                                                  |
| 1895                                     | 1919         | Paul Baraudon                              | Conservateur             | Maire de Quantilly                                                                                          |
| 1919                                     | 1925         | René Depigny (1870-1940)                   | Républicain progressiste | Meunier, adjoint au maire de Saint-Martin-d'Auxigny                                                         |
| 1925                                     | 1931         | Paul Houard                                | Républicain              | Marchand de bois, propriétaire, conseiller municipal d'Allogny                                              |
| 1931                                     | 1940         | André Jacquet (1896-1980)                  |                          | Cultivateur, maire de Saint-Martin-d'Auxigny                                                                |
| 1940                                     |              |                                            |                          | Les conseils d'arrondissement ont été suspendus par la loi du 12 octobre 1940 et n'ont jamais été réactivés |
| Les données manquantes sont à compléter. |              |                                            |                          | |

### Conseillers généraux de 1833 à 2015
| Période | Période      | Identité                                                        | Étiquette                | Qualité |
| ------- | ------------ | --------------------------------------------------------------- | ------------------------ | --- |
| 1833    | 1836         | Antoine-Léon Guibouret (1794-1866)                              |                          | Juge de paix à Saint-Martin |
| 1836    | 1848         | Georges-Silas Tourangin                                         | Centre gauche            | Militaire, maire de Nohant-en-Graçay Député du Doubs (1836-1845) |
| 1848    | 1852         | Jules Bonnardel                                                 |                          | Propriétaire à Saint-Martin-d'Auxigny, juge de paix |
| 1852    | 1861         | Charles-Valéry Batailler-Guillot                                |                          | Propriétaire du château de Quantilly |
| 1861    | 1871         | Victor Tourangin                                                | Majorité dynastique      | Ancien Préfet Sénateur (1854-1870) Propriétaire à Menetou-Salon |
| 1871    | 1902         | Prince Auguste Louis Albéric d'Arenberg                         | Monarchiste              | Propriétaire à Menetou-Salon Président du conseil d'administration de la Compagnie de Suez Député du Cher (1877-1881, 1889-1902)                                                         |
| 1902    | 1919 (décès) | Charles Louis Pierre d'Arenberg (fils du précédent)-(1871-1919) | Monarchiste              | Propriétaire à Menetou-Salon |
| 1919    | 1925 (décès) | Emile Joseph Jean-Baptiste Desbarres                            | Républicain progressiste | Ancien lieutenant au 22e de Dragons Maire de Menetou-Salon |
| 1925    | 1940         | Gaston Bergevin                                                 | Rad.                     | Maire de Menetou-Salon |
|         |              |                                                                 |                          | |
| 1943    | 1945         | Armand Cormont (1892-1965)                                      | ?                        | Régisseur de cultures, expert agricole Conseiller municipal de Menetou-Salon Nommé conseiller départemental en 1943                                                                      |
|         |              |                                                                 |                          | |
| 1945    | 1976         | Louis Delamarre                                                 | SFIO puis DVG            | Médecin à Saint-Martin-d'Auxigny |
| 1976    | 1988         | Louis Jouannin (1914-1999)                                      | DVD                      | Maire de Menetou-Salon |
| 1988    | 2001         | Michel Gilbert                                                  | UDF                      | Secrétaire de mairie Maire de Pigny (1965-2001) |
| 2001    | 2015         | Alain Rafesthain                                                | PS                       | Professeur d'éducation physique Maire de Fussy (1983-2001) Président du Conseil général (2004 à 2013) Vice-Président du Conseil Général Ancien Président du Conseil régional (2000-2004) |

### Représentation après 2015
| Période élective | Période élective | Mandat | Mandat   | Identité        | Nuance | Nuance | Qualité                                                                                       |
| ---------------- | ---------------- | ------ | -------- | --------------- | ------ | ------ | --------------------------------------------------------------------------------------------- |
| 2015             | 2021             | 2015   | 2021     | Fabrice Chollet |        | LR     | Fonctionnaire, maire de Saint-Martin-d'Auxigny                                                |
| 2015             | 2021             | 2015   | 2021     | Beatrice Damade |        | UDI    | Cadre de banque, maire de Quantilly                                                           |
| 2021             | 2028             | 2021   | en cours | Fabrice Chollet |        | LR     | Conseiller sortant                                                                            |
| 2021             | 2028             | 2021   | en cours | Béatrice Damade |        | UDI    | Conseillère sortante, 6e vice-présidente chargée du tourisme et de la promotion du territoire |

### Résultats détaillés

#### Élections de mars 2015
À l'issue du 1er tour des élections départementales de 2015, trois binômes sont en ballottage : Fabrice Chollet et Beatrice Damade (Union de la Droite, 36,54 %), François Le Nénan et Gaelle Ricou (FN, 28,2 %) et Ariane Blanc et Bernard Rousseau (PS, 25,42 %). Le taux de participation est de 53,19 % (6 629 votants sur 12 463 inscrits) contre 51 % au niveau départementalet 50,17 % au niveau national.
Au second tour, Fabrice Chollet et Beatrice Damade (Union de la Droite) sont élus avec 44,01 % des suffrages exprimés et un taux de participation de 56,11 % (2 951 voix pour 6 993 votants et 12 462 inscrits).

#### Élections de juin 2021
Le premier tour des élections départementales de 2021 est marqué par un très faible taux de participation (33,26 % au niveau national). Dans le canton de Saint-Martin-d'Auxigny, ce taux de participation est de 34,23 % (4 436 votants sur 12 960 inscrits) contre 32,99 % au niveau départemental. À l'issue de ce premier tour, deux binômes sont en ballottage : Fabrice Chollet et Béatrice Damade (Union au centre et à droite, 60,23 %) et Joëlle Chauveau et Joël Crotté (PCF, 20,29 %).
Le second tour des élections est marqué une nouvelle fois par une abstention massive équivalente au premier tour. Les taux de participation sont de 34,3 % au niveau national, 34,03 % dans le département et 32 % dans le canton de Saint-Martin-d'Auxigny. Fabrice Chollet et Béatrice Damade (Union au centre et à droite) sont élus avec 100 % des suffrages exprimés (3 314 voix pour 4 148 votants et 12 963 inscrits),,. 

## Composition

### Composition avant 2015
Le canton de Saint-Martin-d'Auxigny regroupait onze communes.
| Nom                                | Code Insee | Codepostal | Superficie (km2) | Population (dernière pop. légale) | Densité (hab./km2) |
| ---------------------------------- | ---------- | ---------- | ---------------- | --------------------------------- | ------------------ |
| Saint-Martin-d'Auxigny (chef-lieu) | 18223      | 18110      | 24,08            | 2 280 (2012)                      | 95                 |
| Allogny                            | 18004      | 18110      | 49,53            | 1 031 (2012)                      | 21                 |
| Fussy                              | 18097      | 18110      | 11,08            | 2 007 (2012)                      | 181                |
| Menetou-Salon                      | 18145      | 18510      | 37,66            | 1 664 (2012)                      | 44                 |
| Pigny                              | 18179      | 18110      | 8,08             | 838 (2012)                        | 104                |
| Quantilly                          | 18189      | 18110      | 12,69            | 442 (2012)                        | 35                 |
| Saint-Éloy-de-Gy                   | 18206      | 18110      | 31,20            | 1 541 (2012)                      | 49                 |
| Saint-Georges-sur-Moulon           | 18211      | 18110      | 9,43             | 748 (2012)                        | 79                 |
| Saint-Palais                       | 18229      | 18110      | 26,12            | 627 (2012)                        | 24                 |
| Vasselay                           | 18271      | 18110      | 20,21            | 1 213 (2012)                      | 60                 |
| Vignoux-sous-les-Aix               | 18280      | 18110      | 14,94            | 709 (2012)                        | 47                 |

### Composition à partir de 2015
Le nouveau canton de Saint-Martin-d'Auxigny comprend quinze communes entières.
| Nom                                            | Code Insee | Intercommunalité         | Superficie (km2) | Population (dernière pop. légale) | Densité (hab./km2) | Modifier                                    |
| ---------------------------------------------- | ---------- | ------------------------ | ---------------- | --------------------------------- | ------------------ | ------------------------------------------- |
| Saint-Martin-d'Auxigny (bureau centralisateur) | 18223      | CC Terres du Haut Berry  | 24,08            | 2 525 (2022)                      | 105                | modifier les données · modifier les données |
| Achères                                        | 18001      | CC Terres du Haut Berry  | 12,75            | 332 (2022)                        | 26                 | modifier les données · modifier les données |
| Allogny                                        | 18004      | CC Terres du Haut Berry  | 49,53            | 1 130 (2022)                      | 23                 | modifier les données · modifier les données |
| Fussy                                          | 18097      | CC Terres du Haut Berry  | 11,08            | 1 914 (2022)                      | 173                | modifier les données · modifier les données |
| Menetou-Salon                                  | 18145      | CC Terres du Haut Berry  | 37,66            | 1 618 (2022)                      | 43                 | modifier les données · modifier les données |
| Pigny                                          | 18179      | CC Terres du Haut Berry  | 8,08             | 968 (2022)                        | 120                | modifier les données · modifier les données |
| Quantilly                                      | 18189      | CC Terres du Haut Berry  | 12,69            | 481 (2022)                        | 38                 | modifier les données · modifier les données |
| Saint-Éloy-de-Gy                               | 18206      | CC Terres du Haut Berry  | 31,20            | 1 569 (2022)                      | 50                 | modifier les données · modifier les données |
| Saint-Georges-sur-Moulon                       | 18211      | CC Terres du Haut Berry  | 9,43             | 722 (2022)                        | 77                 | modifier les données · modifier les données |
| Saint-Laurent                                  | 18219      | CC Vierzon-Sologne-Berry | 38,72            | 511 (2022)                        | 13                 | modifier les données · modifier les données |
| Saint-Palais                                   | 18229      | CC Terres du Haut Berry  | 26,12            | 617 (2022)                        | 24                 | modifier les données · modifier les données |
| Vasselay                                       | 18271      | CC Terres du Haut Berry  | 20,21            | 1 569 (2022)                      | 78                 | modifier les données · modifier les données |
| Vignoux-sous-les-Aix                           | 18280      | CC Terres du Haut Berry  | 14,94            | 707 (2022)                        | 47                 | modifier les données · modifier les données |
| Vignoux-sur-Barangeon                          | 18281      | CC Vierzon-Sologne-Berry | 24,87            | 2 061 (2022)                      | 83                 | modifier les données · modifier les données |
| Vouzeron                                       | 18290      | CC Vierzon-Sologne-Berry | 52,63            | 582 (2022)                        | 11                 | modifier les données · modifier les données |
| Canton de Saint-Martin-d'Auxigny               | 1815       |                          | 373,99           | 17 306 (2022)                     | 46                 | modifier les données                        |

## Démographie

### Démographie avant 2015
| 1962  | 1968  | 1975  | 1982  | 1990   | 1999   | 2006   | 2011   | 2012   |
| ----- | ----- | ----- | ----- | ------ | ------ | ------ | ------ | ------ |
| 7 504 | 7 650 | 8 154 | 9 987 | 11 726 | 12 093 | 12 462 | 12 996 | 13 100 |

### Démographie depuis 2015
En 2022, le canton comptait 17 306 habitants, en évolution de +1,97 % par rapport à 2016 (Cher : −2,48 %, France hors Mayotte : +2,11 %).
| 2013   | 2018   | 2022   |
| ------ | ------ | ------ |
| 16 698 | 17 118 | 17 306 |